# 오스트플란데런주

오스트플란데런주의 위치

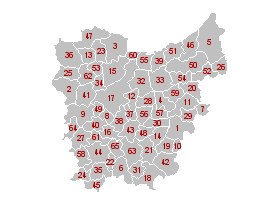
오스트플란데런주의 지방 자치체

오스트플란데런주(네덜란드어: Oost-Vlaanderen, 프랑스어: Flandre-Orientale, 독일어: Ostflandern, 동플란데런주)는 벨기에 서부 플랑드르 지방에 위치한 주로 주도는 헨트이며 면적은 2,991km2, 인구는 1,445,831명(2011년 1월 1일 기준), 인구 밀도는 480명/km2이다.
북쪽에서 시계 방향으로 네덜란드, 벨기에 안트베르펜주, 플람스브라반트주, 에노주, 베스트플란데런주와 접한다. 6개 행정구와 65개 지방 자치체를 관할한다.

주기
주 문장